# Christine (film)
 For alternative betydninger, se Christine. (Se også artikler, som begynder med Christine)
Christine er en amerikansk gyserfilm fra 1983, der handler om en bil med overnaturlige og ondskabsfulde egenskaber samt de teenagere, der på skift ejer bilen. Filmen bygger på romanen af samme navn af Stephen King og blev instrueret af John Carpenter.
Bilen i filmen, der går under navnet Christine, er en rød og hvid Plymouth Fury fra 1958.

## Medvirkende
- Keith Gordon som Arnold "Arnie" Cunningham
- John Stockwell som Dennis Guilder
- Alexandra Paul som Leigh Cabot
- Robert Prosky som Will Darnell
- Harry Dean Stanton som Detective Rudolph "Rudy" Junkins
- Christine Belford som Regina Cunningham
- Roberts Blossom som George LeBay
- Kelly Preston som Roseanne
- William Ostrander som Clarence "Buddy" Repperton
- Malcolm Danare som Peter "Moochie" Welch
- Steven Tash som Richard "Richie" Trelawney
- Stuart Charno som Donald "Don" Vandenberg
- David Spielberg som Mr. Casey

## Eksterne Henvisninger
- Christine på Internet Movie Database (engelsk)
- Christine på Filmdatabasen
- Christine på Scope
- Christine i Svensk Filmdatabas (svensk)
- Christine på AlloCiné (fransk)
- Christine på MovieMeter (nederlandsk)
- Christine på AllMovie (engelsk)
- Christine hos American Film Institute (engelsk)
- Christine hos British Film Institute (engelsk)
- Christine på Turner Classic Movies (engelsk)

| Gyserfilm | Spire Denne gyserfilm-artikel er en spire som bør udbygges. Du er velkommen til at hjælpe Wikipedia ved at udvide den. |